# Dutch Open 1978
Die Dutch Open 1978 im Badminton fanden vom 11. bis zum 12. Februar 1978 in Beverwijk statt.

## Finalergebnisse
| Disziplin    | Sieger                    | Finalist                         | Ergebnis         |
| ------------ | ------------------------- | -------------------------------- | ---------------- |
| Herreneinzel | Flemming Delfs            | Svend Pri                        | 15-3, 3-15, 15-7 |
| Dameneinzel  | Gillian Gilks             | Wendy Clarkson                   | 11-3, 8-11, 11-6 |
| Herrendoppel | Svend Pri Jesper Helledie | Mike Tredgett Ray Stevens        | 9-15, 15-1, 15-5 |
| Damendoppel  | Anne Statt Nora Perry     | Gillian Gilks Paula Kilvington   | 15–9, 15–7       |
| Mixed        | Mike Tredgett Nora Perry  | Billy Gilliland Joanna Flockhart | 15-8, 15-9       |